# Peter Wellington

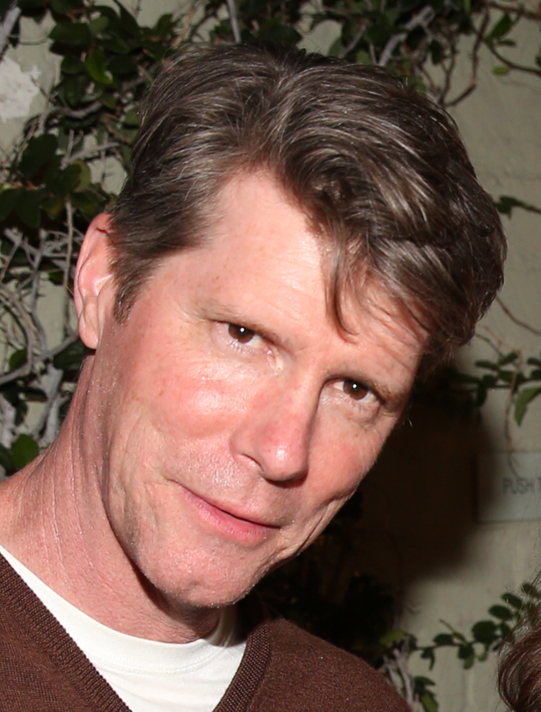
Peter Wellington (2015)

Peter Wellington ist ein kanadischer Filmregisseur und Drehbuchautor.

## Leben
Wellington ist der Bruder des Filmschaffenden David Wellington. Für seinen Film Warum ist Joe so mies zu Josephine? von 1996 gewann er den Claude Jutra Award. 2013 wurde sein Film Cottage Country auf dem Fantasy Filmfest 2013 gezeigt. Seit 2016 ist er für die Regie der Fernsehserie Kim's Convenience verantwortlich und wirkte in dieser Funktion bereits in über 20 Episoden mit.

## Filmografie

### Regie
- 1992: Morning Glory (Kurzfilm)
- 1996: Warum ist Joe so mies zu Josephine? (Joe’s So Mean to Josephine)
- 1997–1999: Exhibit A: Secrets of Forensic Science (Fernsehserie, 7 Episoden)
- 1998: Traders (Fernsehserie, Episode 3x14)
- 2001: Blue Murder (Fernsehserie, Episode 2x06)
- 2003: Luck
- 2003–2006: Slings and Arrows (Fernsehserie, 18 Episoden)
- 2004: The Eleventh Hour (Fernsehserie, Episode 2x06)
- 2007: Matters of Life & Dating (Fernsehfilm)
- 2008: Rent-a-Goalie (Fernsehserie, 2 Episoden)
- 2008: Sold (Fernsehfilm)
- 2009: Being Erica – Alles auf Anfang (Being Erica) (Fernsehserie, Episode 1x04)
- 2010: Cra$h & Burn (Fernsehserie, 2 Episoden)
- 2010: 18 to Life (Fernsehserie, 4 Episoden)
- 2011: Single White Spenny (Fernsehserie, 2 Episoden)
- 2011–2014: Rookie Blue (Fernsehserie, 6 Episoden)
- 2012: Die Firma (The Firm) (Fernsehserie, Episode 1x15)
- 2012: The L.A. Complex (Fernsehserie, 2 Episoden)
- 2012–2017: Saving Hope (Fernsehserie, 8 Episoden)
- 2013: Cottage Country
- seit 2016: Kim's Convenience (Fernsehserie)
- 2019: Carter (Fernsehserie, 2 Episoden)

### Drehbuch
- 1994: Scratch Ticket (Kurzfilm)
- 1996: Boys Club – Der Killer im Versteck (The Boys Club)
- 1996: Warum ist Joe so mies zu Josephine? (Joe’s So Mean to Josephine)
- 1996: The Boys Club: Deleted Scenes (Kurzfilm)
- 2002–2004: The Eleventh Hour (Fernsehserie, 6 Episoden)
- 2003: Luck